# بكالوريوس في جراحة الأسنان
بكالوريوس في جراحة الأسنان (بالإنجليزية: Bachelor of Dental Surgery)‏ و يرمز له اختصارا ( B.D.S ) هو أول درجة مهنية أول شهادة مهنية في مجال طب الأسنان.
و من الدرجات المعادلة لبكلوريوس طب الأسنان هي BChD, DDS, DMD, BDent, BDSc .